# Soul Eater Not!
Soul Eater Not! (ソウルイーターノット!?, Sōru Ītā Notto!) è un manga scritto e disegnato da Atsushi Ōkubo e una serie prequel/spin-off del manga Soul Eater. Esso è stato serializzato sulla rivista Monthly Shōnen Gangan di Square Enix dal 12 gennaio 2011 al 10 novembre 2014 e sono stati pubblicati, in totale, cinque volumi tankōbon. Un adattamento animato prodotto dello studio Bones è stato trasmesso dall'8 aprile 2014 su TV Tokyo. In Italia i diritti dell'anime sono stati acquistati da Dynit, che ha pubblicato gli episodi in simulcast in streaming tramite Popcorn TV e VVVVID, mentre il manga è stato pubblicato da Panini Comics sotto l'etichetta Planet Manga dall'8 novembre 2014. Cronologicamente parlando, gli eventi di questa serie sono ambientati prima di quelli della serie principale.

## Trama
Soul Eater Not! segue un'arma di nome Tsugumi Harudori e le maestre d'armi Meme e Anya, appena entrate nella scuola fondata da Shinigami per addestrare le armi e i maestri d'armi, la Shibusen. Tutte e tre fanno parte del NOT (Normally Overcome Target, lett. "bersaglio normalmente superato"), cioè della sezione della Shibusen per le armi e i maestri d'armi che vogliono semplicemente imparare a controllare i loro poteri per avere una vita normale, mentre i personaggi del manga regolare come Maka e Soul fanno parte dell'EAT (Especially Advanced Talent, "talento particolarmente avanzato"), sezione orientata alla battaglia, e talvolta compaiono anche nello spin-off. È ambientato prima della serie regolare, quindi Sid non è uno zombie e Medusa è ancora una dottoressa della Shibusen. L'antagonista principale è Shaula Gorgon, la terza delle sorelle Gorgoni.
La storia inizia con l'arrivo di Tsugumi alla scuola del Nevada, scoprendo i suoi poteri di arma e affrontando alcuni dei personaggi già scoperti nella serie Soul Eater, come Kim Diehl, la Strega del Dormitorio delle Ragazze del NOT, o le nuove cameriere del Chupacabra, Liz e Patty Thompson, le future armi di Death the Kid. Tra alti e bassi, indecisioni tra quale debba essere il suo partner tra Anya Hepburn e Meme Tatane e tentativi per ammorbidire le sue nuove compagne, s'intravede sullo sfondo della Shibusen una serie di ragazzi controllati da una strega, detti Traitor, tra i quali rientra pure una senpai, Eternal Feather. Nonostante gli interventi del dottor Franken Stein, il fenomeno è incontrollato e pericoloso e tutti gli indizi portano alla più giovane delle sorelle Gorgoni, Shaula.

## Personaggi
Tsugumi Harudori (春鳥つぐみ?, Harudori Tsugumi)
È la protagonista. È una ragazza di 14 anni che vive in Giappone ma dopo aver scoperto di potersi trasformare in un'arma si trasferisce alla Shibusen per imparare a controllare tale potere. È una ragazza timida, gentile, fantasiosa e molto romantica. Quando è stupita di qualcosa ha l'abitudine di dire la parola "Gagantos". All'inizio è molto turbata nel doversi trasferire e desidera tornare a casa ma dopo aver incontrato Maka Albarn e averla incoraggiata è pronta e decisa ad affrontare le peripezie dalla Shibusen. Fa amicizia con Meme Tatane e Anya Hepburn, entrambe maestre d'armi. Non sapendo con chi fare coppia Tsugumi sceglie entrambe e si alterna con loro due. È doppiata da Haruka Chisuga.
Meme Tatane (多々音めめ?, Tatane Meme)
È una delle protagoniste. È una ragazza di 14 anni nonché maestra d'armi. È una ragazza gentile che però soffre di perdite di memoria che a volte le causano piccole dimenticanze, anche come si chiama. La sua grande particolarità e che avendo solamente 14 anni possiede un seno molto formosa cosa che causa gelosia nei confronti di Tsugumi essendo ancora piatta. Incontra Tsugumi Harudori e Anya Hepburn dove fa amicizia condividendo con loro la stanza. Si alterna con Anya l'utilizzo di Tsugumi come arma. È doppiata da Aoi Yūki.
Anya Hepburn (アーニャヘプバーン?, Ānya Hepubān)
È una delle protagoniste. È una ragazza di 14 anni nonché maestra d'armi. Proviene da una famiglia molto ricca e fin da piccola è stata educata alle buone maniere, tuttavia non sa come comportarsi con gli altri e trova strano vedendo come si comportano le persone normali e da come si vestono, tuttavia non si lascia scoraggiare. A differenza di Tsugumi e Meme ella è stata addestrata nel karate e sa combattere anche a mani nude. Indossa sempre un vestito molto elegante simile a quello delle principesse. Si reca alla Shibusen dove comincia la sua vita normale riuscendo ad adattarsi facilmente. Fa amicizia con Tsugumi Harudori e Meme Tatane dividendo con loro la stanza. Si alterna con Meme l'utilizzo di Tsugumi essendo un'arma. È doppiata da Saori Hayami.
Shaula Gorgon (シャウラ?, Shaura).
Sorella minore di Medusa e Arachne. È la principale antagonista. Come le sue sorelle maggiori, anch'essa è una strega e possiede un animale come simbolo: lo scorpione. Indossa un abito simile alle studentesse della Shibusen, una lunga coda di cavallo a forma di coda di scorpione con tanto di punta. È a capo di un gruppo di persone assoggettate a lei chiamate Traitor. È doppiata da Ami Koshimizu.

## Media

### Manga
Il manga ha iniziato la sua serializzazione nel numero di febbraio 2011 della rivista Monthly Shōnen Gangan di Square Enix, pubblicata il 12 gennaio 2011. Il primo volume in formato tankōbon è stato pubblicato il 22 settembre 2011 e il quinto, l'ultimo, il 22 dicembre 2014. La serie è pubblicata nel Nord America da Yen Press, in Italia, invece, è pubblicata da Panini Comics con l'etichetta Planet Manga dall'8 novembre 2014.

#### Volumi
| Nº | Data di prima pubblicazione | Data di prima pubblicazione | Data di prima pubblicazione |
| Nº | Giapponese                  | Giapponese                  | Italiano                    |
| -- | --------------------------- | --------------------------- | --------------------------- |
| 1  | 22 settembre 2011           | ISBN 978-4-7575-3365-3      | 8 novembre 2014             |
| 2  | 21 luglio 2012              | ISBN 978-4-7575-3660-9      | 17 gennaio 2015             |
| 3  | 12 dicembre 2012            | ISBN 978-4-7575-4164-1      | 7 marzo 2015                |
| 4  | 12 aprile 2014              | ISBN 978-4-7575-4243-3      | 9 maggio 2015               |
| 5  | 22 dicembre 2014            | ISBN 978-4-7575-4499-4      | 4 luglio 2015               |

### Anime
Una serie televisiva anime di 12 episodi, adattata dal manga, prodotta dallo studio Bones e diretta da Masakazu Hashimoto, è stata trasmessa in Giappone dall'8 aprile al 2 luglio 2014. Funimation ha trasmesso in streaming simulcast sottotitolati in lingua inglese gli episodi, invece, in Italia i diritti sono stati acquistati da Dynit e ha pubblicato gli episodi sulle piattaforme online Popcorn TV e VVVVID dall'11 aprile 2014 ogni venerdì in alta definizione.
La sigla di apertura è monochrome, interpretata da Dancing Dolls, e la sigla di chiusura è Yūgure Happy Go (夕暮れハッピーゴー?), interpretata da Haruka Chisuga, Aoi Yūki e Saori Hayami.

#### Episodi
| Nº | Titolo italiano Giapponese 「Kanji」 - Rōmaji | In onda        | In onda |
| Nº | Titolo italiano Giapponese 「Kanji」 - Rōmaji | Giapponese     |         |
| 1  | Benvenute alla Shibusen! 「死武専、入学！」 - Shibusen, nyūgaku! | 8 aprile 2014  |         |
| 1  | Dopo aver scoperto di essere un'arma, Tsugumi Harudori si trasferisce nella scuola situata a Death City per armi e maestri d'armi fondata da Shinigami, la Shibusen, in modo da poter imparare al meglio come essere un'arma. Mentre sale con grande fatica la lunga scalinata che precede l'istituto, Tsugumi è aiutata da una delle studentesse della Shibusen, Maka Albarn, che la incoraggia a raggiungere la cima, dove è possibile ammirare il panorama mozzafiato della città come ricompensa per gli sforzi compiuti. Tsugumi arriva presto all'aula dove vengono accolte le nuove matricole. Qui fa amicizia con la smemorata maestra d'armi Meme Tatane. Ricevuto il compito dal professor Sid di trovarsi il proprio partner, le matricole assistono alla dimostrazione della sintonia tra arma e maestro d'armi, eseguita da Maka e dalla sua arma partner, Soul Eater Evans. Dopo l'accoglienza, Tsugumi decide di seguire l'esempio di Maka, nel mentre cerca di aiutare Meme che viene importunata da due delinquenti, intenzionati a farla diventare la loro partner. Notata la situazione, un'altra maestra d'armi di nome Anya Hepburn decide di affrontare i due e chiede a Tsugumi di diventare un'arma, ma lei non è in grado di trasformarsi completamente e quando vuole. Con delle dritte del professor Sid, Tsugumi riesce a concentrarsi e a trasformarsi completamente in un'arma, un'alabarda. Anya impugna Tsugumi in forma di arma e sconfigge i due. Dopo il combattimento, sia Meme che Anya esprimono la propria intenzione di rendere Tsugumi la propria partner. |                |         |
| 2  | Dormitorio femminile 'a la carte! 「女子寮あらかると!」 - Joshi Ryō a ra karuto! | 15 aprile 2014 |         |
| 2  | Tsugumi, Meme e Anya vengono portate al dormitorio femminile della Shibusen dove sistemano le loro cose nella loro stanza dove conviveranno insieme tutti e tre. Nel dormitorio fanno la conoscenza della chiaroveggente Kana Altair e della responsabile dell'abitazione. Durante la notte la responsabile s'intrufola nella stanza delle ragazze e lega Tsugumi per poi provare a farle del male ma viene fermata da Meme che combatte rimanendo addormentata. Le ragazze vengono salvate da Kim Diehl. Il giorno dopo Tsugumi è costretta a dare i soldi di una settimana a Kim per averla salvata, Anya spende la sua paghetta comprando tanti oggetti, Meme perde la sua. A corto di soldi sono costrette a trovare un lavoro part-time in un bar per guadagnare soldi. Alla fine della giornata ricevono i soldi pattuiti e comprano diversi oggetti, mentre Tsugumi e Meme comprano per Anya una spilla con sopra impressa la maschera del Sommo Shinigami, segno della loro amicizia. |                |         |
| 3  | La strega del dormitorio femminile! 「女子寮の魔女!」 - Joshi ryō no majo! | 22 aprile 2014 |         |
| 3  | Il maestro Sid chiede a due nuovi studenti, Akane e Clay, di indagare su un gruppo di persone misteriose chiamati Traitor. I due affrontano uno di essi riuscendo a sconfiggerlo facilmente. Nel frattempo, Sid spiega ai nuovi studenti che la loro classe fa parte del corso denominato "NOT" che insegna alle armi come controllare il loro potere trascorrendo una vita normale. Sid rivela che esiste un altro programma chiamato "EAT" che consiste nell'insegnare alle armi come combattere per poi diventare Falci della Morte. Maka e Soul fanno parte di questo programma. Tsugumi, Meme e Anya scelgono il programma NOT. Le ragazze vengono a sapere che la cosiddetta "strega del dormitorio femminile" è Kim Diehl per il suo carattere egocentrico e da bullo. Tsugumi tuttavia prova a fare amicizia con lei senza però riuscirci. Un giorno, dopo aver finito una lezione, Anya torna a casa da sola e viene aggredita da uno di questi Traitor, tuttavia viene salvata da Meme, Tsugumi, Akane e Clay. Le ragazze tornano a casa e scoprono che Anya è rimasta ferita nello scontro ma viene curata da Kim Diehl. Una volta terminato il lavoro part-time al bar, Meme e Tsugumi tornano a casa e incontrano Ox che consegna a loro il suo stipendio visto che gli era stato preso da Kim giorni precedenti. |                |         |
| 4  | Smarrisciti , corri! 「迷って, 走って!」 - Mayotte, hashitte! | 29 aprile 2014 |         |
| 4  | Tsugumi è rimasta spaventata dall'agguato del Traitor e si sente in colpa per non essere riuscita a proteggere Anya. Non sapendo perché Meme e Anya sono venute alla Shibusen, così chiede ad Akane. Questi nota l'incertezza e le dice che se entro un anno non ha ancora deciso può chiedere consiglio a lui. Tsugumi è incerta se fare il corso NOT o EAT, inoltre non si sente degna di essere l'arma di Meme e Anya perché loro due sono più portate nel combattimento. Un giorno trova Maka e Soul e chiede consiglio a lei su cosa dovrebbe fare, Maka le consiglia di avere forza. Una volta finiti gli esercizi di forza incontra nuovamente Akane che le suggerisce di non pensare a cosa non è riuscita ancora a raggiungere ma cosa possiede, ovvero, Meme e Anya. |                |         |
| 5  | La guerra degli inviti! 「お誘いふぁいてぃんぐ!」 - Osasoi faitingu! | 6 maggio 2014  |         |
| 5  | Tsugumi, Anya, Meme ed Eternal Feather aiutano Jaqueline a diventare la partner di Kim. Inoltre Jaqueline è innamorata da Kim. Tentano diversi modi per far avvicinare le due ragazze senza successo. Cercano di scoprire qualcosa sulla vita di Kim ma non scoprono nulla. tuttavia un giorno mentre Kim stava passeggiando da sola un cagnolino viene ferito e lei lo guarisce con la sua magia ma viene vista da Jaqueline. Kim rivela che lei in realtà è una strega e che ha deciso di fuggire dalla sua terra natia per nascondersi alla Shibusen. Jaqueline fa capire a Kim che non ha niente da temere con lei. Alla fine le due diventano partner. |                |         |
| 6  | Questo è un Real Fight! 「ここはリアルファイト!」 - Koko wa Riaru Faito! | 13 maggio 2014 |         |
| 6  | Tsugumi, Meme e Anya si recano nel solito locale per mangiare qualcosa e si accorgono che le due nuove cameriere sono molto scorbutiche, volgari e violente. Il barista rivela che sono le sorelle Thompson, ovvero, Liz e Patty che sono state costrette a svolgere lavori sociali essendo ancora in arresto. Il barista rivela che sono armi e che da giovani sono state abbandonate a Brooklyn dove hanno imparato a vivere per strada finché un giorno vennero catturate da un membro della Shibusen, Death the Kid che le condusse a Death City per dare loro la possibilità di redimersi. Tsugumi, Meme e Anya mentre si dirigono a casa si ritrovano di fronte a Liz e Patty che le provocando e sfidano a duello riuscendo a vincere. Meme e Anya spaventate da loro decidono di non mettere più piede nel locale, invece Tsugumi ammirata dalla forza di volontà delle due che sono riuscite a sopravvivere a Brooklyn da sole prova a diventare loro amica. Per giorni continua a dirigersi da loro senza avere successo, alla fine un giorno Patty per sbaglio rovescia un boccale di birra su un cliente senza scusarsi e questi la insulta provocando le sorelle. Patty sferra un pugno che però viene bloccato da Tsugumi che lo riceve lei al posto del cliente. Il giorno dopo la ragazza torna nel locale rivelando le sue intenzione e alla fine riesce a farsele amiche. Nel frattempo Sid insieme ad Akane e Clay continuano a cercare informazioni sui Traitor. Mentre si dirigono alla centrale di polizia per interrogare il Traitor catturato scoprono che questi si è suicidato lasciando un messaggio scritto col sangue affermando che si sarebbero mossi, nello stesso momento una guardia impazzisce e aggredisce un collega. |                |         |
| 7  | Un tempo da Death Bazaar! 「デスバザー日和!」 - Desu Bazā biyori! | 20 maggio 2014 |         |
| 7  | Sid, Clay e Akane continuano a cercare informazioni sul responsabile sui Traitor e il maggior sospettato è la strega Shaula Gorgon (sorella minore di Medusa e Arachne). Un giorno Anya chiede a Tsugumi di accompagnarla in piazza a guardare le bancarelle del mercatino chiamato Death Bazaar. Tra i mercanti c'è anche Eternal Feather che vende magliette; Maka e Soul che vendono libri. Tsugumi, Meme e Anya continuano a guardare le bancarelle e nel frattempo la strega Shaula si reca al mercatino cominciando a vendere diversi oggetti a forma di scorpione attirando l'attenzione di Eternal Feather che compra un anello a forma di scorpione. Una volta indossato viene soggiogata dalla magia si Shaula trasformandola in Traitor. Shaula ordina alla ragazza di attaccare il mercatino. Tale azione crea il panico attirando l'attenzione di Tsugumi, Anya, Meme, Maka e Soul che si recano a fermare la ragazza. Maka e Soul iniziano a combattere contro Eternal Feather cercando di fermarla senza ferirla, tuttavia Shaula stanca di osservare il combattimento ordina alla ragazza di suicidarsi e questa si taglia la gola. |                |         |
| 8  | La spirale di Tsugumi! 「つぐみスパイラル!」 - Tsugumi supairaru! | 27 maggio 2014 |         |
| 8  | Le tre ragazze portano Eternal Feather a casa del dottor Franken Stein che riesce a salvare la ragazza. Essa non ricorda nulla dell'incidente. Nel frattempo Sid, Akane e Clay continuano le loro ricerche sulla strega Shaula. Tsugumi inizia ad allenarsi da sola per diventare più brava e non sa decidere con chi far squadra, alla fine Meme e Anya le danno un ultimatum, ovvero che il giorno di halloween ella dovrà scegliere il partner tra loro due. |                |         |
| 9  | Zucche illuminate! 「カボチャ,グローウィン!」 - Kabocha, gurōwin! | 3 giugno 2014  |         |
| 9  | Tsugumi, Meme e Anya cominciano a coltivare le zucche per la festa di Halloween. Un giorno Meme si risveglia con addosso diversi vestiti e una borsa piena di soldi e non si ricorda nulla. Eternal Feather la trova e le consegna l'animale che aveva portato al dormitorio, ovvero, un bradipo. Meme prova a ricostruire la giornata e alla fine ricorda. Era andata a fare joggins in un parco dove incontra un ragazzino con il suo bradipo che si attacca a Meme, un passante l'ha sfidata a correre trainando un carro ma purtroppo lo distrugge, così vince i soldi a un casinò per poi ritornare al dormitorio con il bradipo. I giorni passano e alla fine giunge il giorno della festa di halloween e Sid, Akane e Clay decidono di partecipare alla festa travestiti per cercare Shaula. |                |         |
| 10 | L'inizio dell'incubo! 「悪夢のはじまり!」 - Akumu no hajimari! | 10 giugno 2014 |         |
| 10 | Megumi riceve la notizia della morte del suo cane e va in crisi avendo una discussione con Meme perché questi si dimentica ogni cosa. Una notte, Meme fa i soliti comportamenti da sonnambulismo e si reca alla shibusen dove viene seguita da Megumi e Anya per vedere cosa ha intenzione di fare Meme. Le tre vengono sorprese da Akane e Clay che scortano via Meme. Sid rivela che Meme è una probabile alleata di Shaula, la responsabile dei traitor nella città. Rivela anche che il motivo delle sue dimenticanze è dovuto ad una serie di esperimenti che hanno scombussolato il suo cervello. Meme viene rinchiusa in una stanza isolata e riceve la visita di Megumi e Anya che intendono salvarla, tuttavia Meme viene posseduta da Shaula ed inizia a scappare. Meme si reca da Shaula, inseguita da Sid e la strega uccide quest'ultimo. Il giorno dopo, Anya riceve la notizia che ella deve tornare a casa perché la shibusen è diventata un luogo pericoloso. Ella rivela a Megumi che lei è una principessa e che si è recata li per studiare. Anya viene condotta con la forza nei suoi alloggi per prepararsi a tornare a casa. |                |         |
| 11 | La determinazione di tutti! 「それぞれの覚悟!」 - Sorezore no kakugo! | 17 giugno 2014 |         |
| 12 | Risonanza dell'anima! 「魂の共鳴!」 - Tamashī no kyōmei! | 1º luglio 2014 |         |

#### Pubblicazioni
Gli episodi di Soul Eater Not! sono stati raccolti in sei volumi BD/DVD che sono stati distribuiti in Giappone per il mercato home video tra il 30 luglio e il 24 dicembre 2014.
| Volume | Episodi | Data di pubblicazione |
| ------ | ------- | --------------------- |
| 1      | 1–2     | 30 luglio 2014        |
| 2      | 3–4     | 27 agosto 2014        |
| 3      | 5–6     | 3 ottobre 2014        |
| 4      | 7–8     | 29 ottobre 2014       |
| 5      | 9–10    | 26 novembre 2014      |
| 6      | 11–12   | 24 dicembre 2014      |